# Castello di Herstmonceux

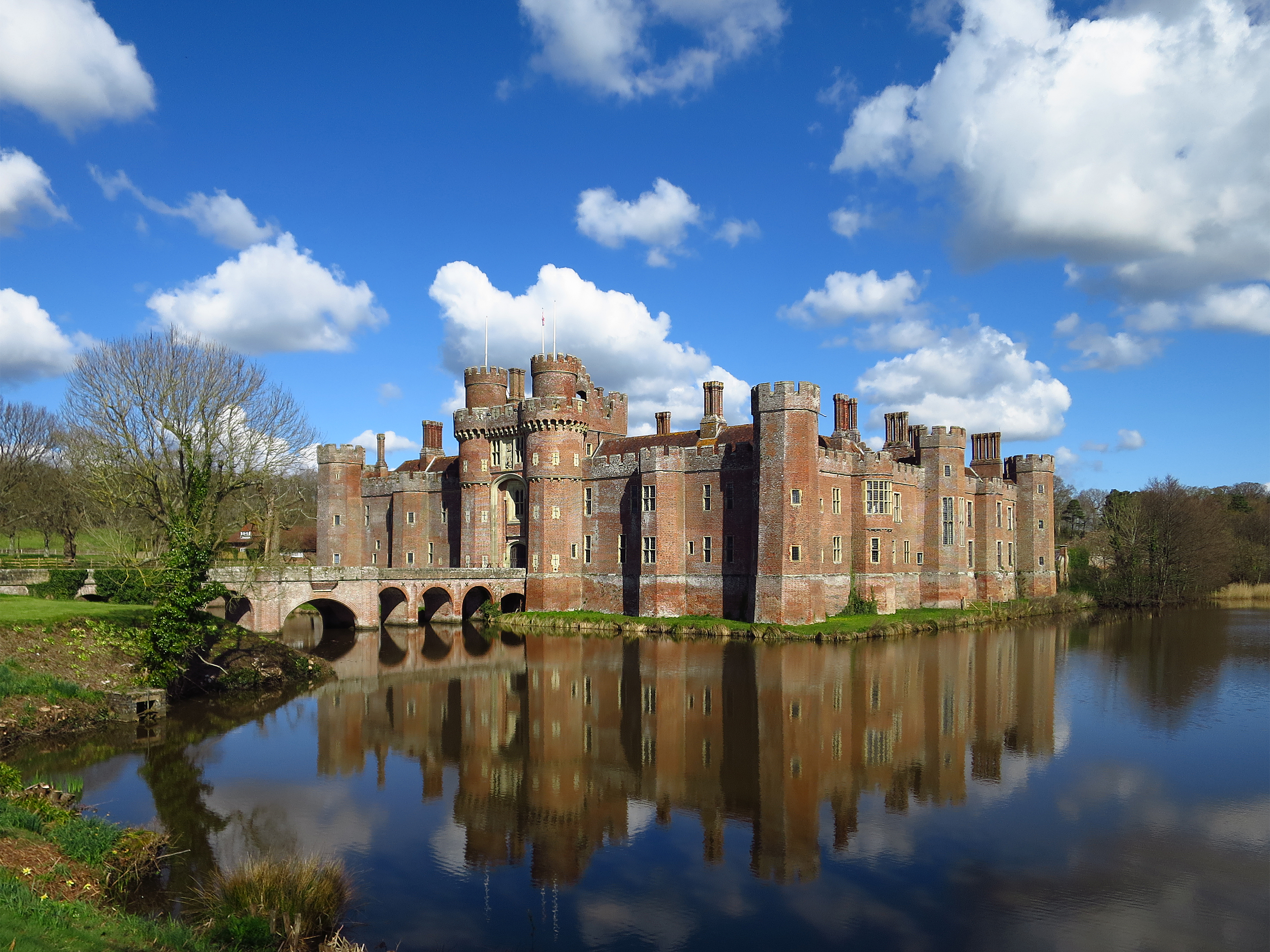
Hertmonceux: il castello

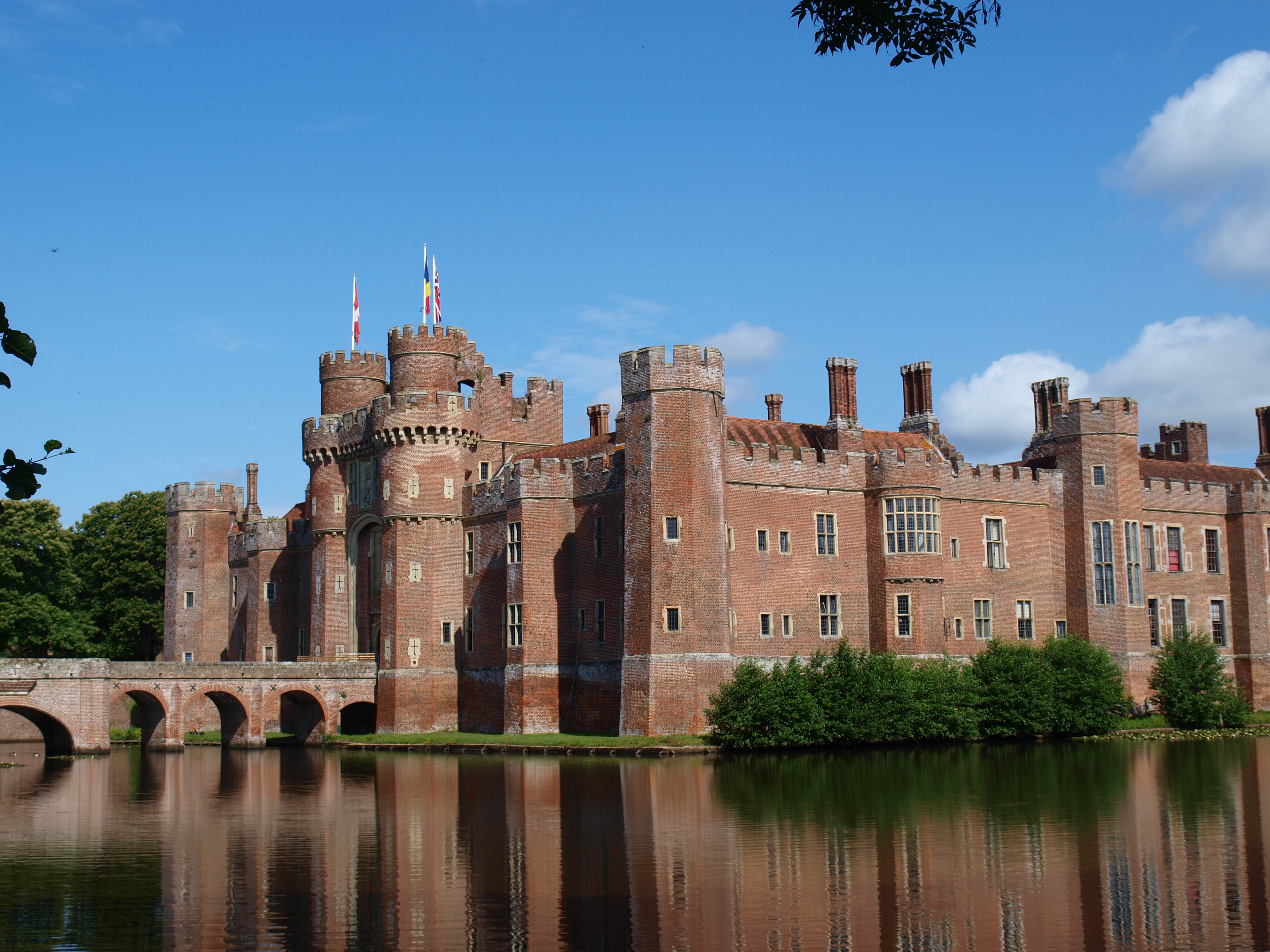
Altra immagine del castello di Herstmonceux

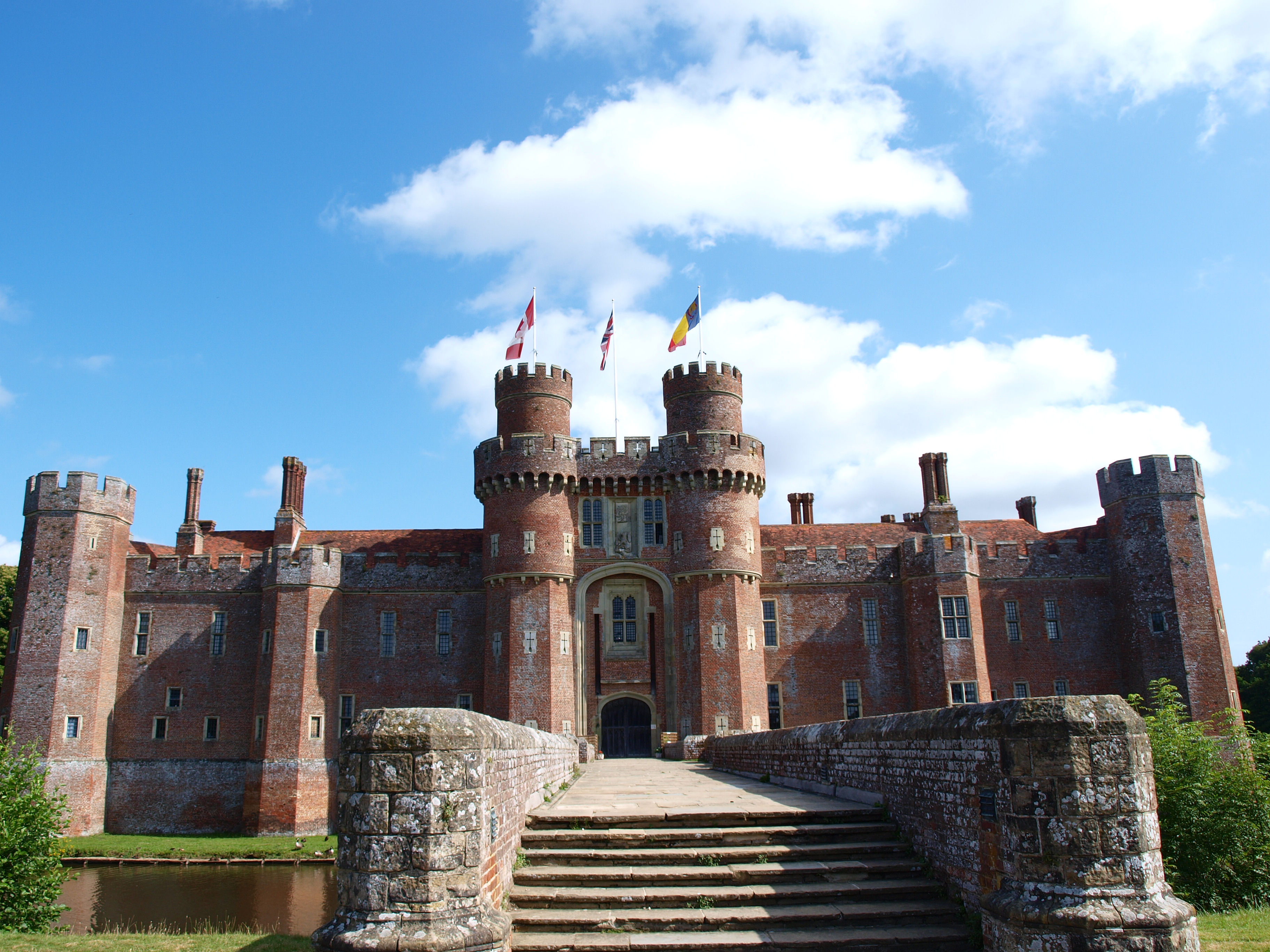
Facciata principale del castello di Herstmonceux

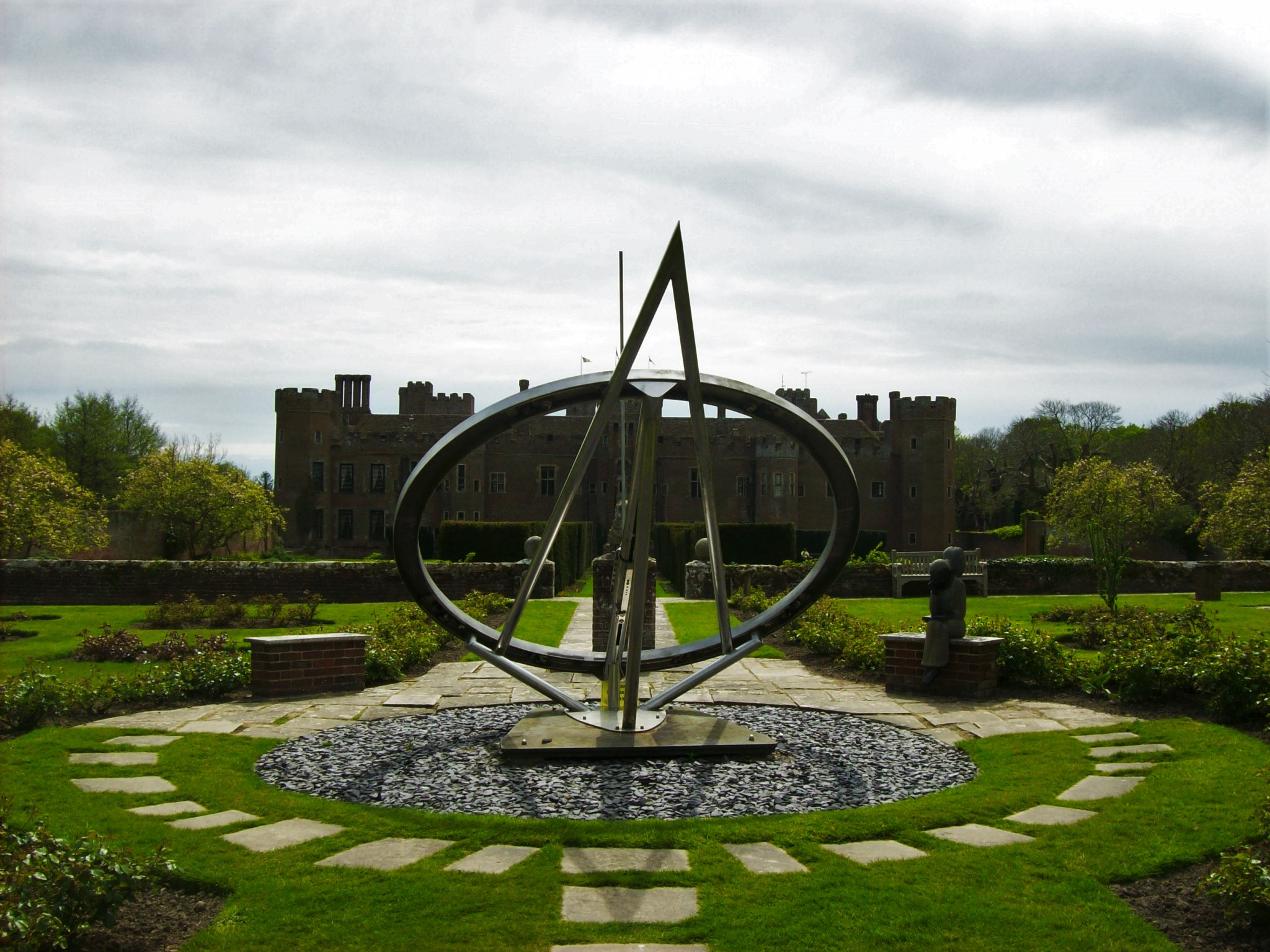
Giardini del castello di Herstmonceux

Il castello di Herstmonceux (in inglese: Herstmonceux Castle) è un castello in stile Tudor  del villaggio inglese di Herstmonceux, nell'East Sussex (Inghilterra sud-orientale), costruito negli anni quaranta del XV secolo per volere di Sir Roger Fiennes sulle fondamenta di un maniero preesistente Tra i più antichi castelli in mattoni dell'Inghilterra, fu di proprietà della famiglia Fiennes per circa 3 secoli e mezzo.
L'edificio, classificato come castello di primo grado, ospita un ex-osservatorio astronomico, che era dipendente dall'osservatorio di Greenwich  ed è attualmente di proprietà di un centro studi della Queen University. In agosto, ospita la Festa Medievale d'Inghilterra.

## Storia
Nel luogo in cui ora sorge l'attuale castello di Herstmonceux, si ergeva in origine un maniero noto come Herste of the Monceux, costruito in seguito al matrimonio tra Idonea de Herste con la nobildonna Ingelram de Monceux, matrimonio che fu celebrato nel corso del XII secolo.
Nel 1330, la tenuta fu acquisita dalla famiglia Fiennes e nel 1441, dopo che Sir Roger Fiennes, tesoriere della casa reale e veterano delle guerre contro i Francesi, ottenne da Enrico VI d'Inghilterra il permesso di effettuare dei lavori di merlatura nel suo maniero  Fiennes volle costruire un edificio in mattone rosso, un materiale decisamente costoso e inusuale per l'epoca.
Nel 1449, il castello divenne di proprietà del figlio di Roger Fiennes, che assunse il titolo di Lord Dacre.
Nel corso del XVII secolo, la famiglia Fiennes decise di rinnovare le stanze del castello, affidando i lavori di ristrutturazione a Grinling Ribbons.
La famiglia Fiennes-Dacre fu poi costretta a cedere il castello nel 1708 a George Naylor, della famiglia Naylor-Hare, dopo essere finita in bancarotta a causa degli sperperi di uno dei suoi membri.
La famiglia Naylor-Hacre abbandonò però il castello nel 1777 per stabilirsi nel vicino Herstmonceux Place e il suo proporietario Robert Hare, fece demolire gran parte dell'edificio, lasciando intatte solo le mura esterne. Così il castello, rimase in stato di rovina tra la fine del XVIII e gli inizi del XX secolo.
Nel corso del XIX secolo, il castello passò nelle mani di diversi proprietari, segnatamente Thomas Reed Kemp (1807), John Gillon (1819) e H B Curteis (1846).
|  |

Nel 1910, la tenuta su cui sorge il castello fu acquistata dal Colonnello Claude Lowther, che fece intraprendere un'opera di ristrutturazione per riportare l'edificio al suo splendore. Dopo la morte di quest'ultimo, avvenuta nel 1929, nel 1932 il castello di Herstmonceux divenne di proprietà di Sir Paul Latham, che completò l'opera di restauro dell'edificio iniziata da Lowther e che affidò anche all'architetto Walter Hines Godfrey il compito di ristrutturare i giardini circostanti.
Nel corso della seconda guerra mondiale, il castello di Herstmonceux venne utilizzato da una compagnia di assicurazioni, la Hearts of Oak. Durante il conflitto, subì anche i bombardamenti degli aerei tedeschi.
Nel 1946, Latham cedette il castello e parte del parco circostante all'osservatorio di Greenwich, che fece aggiungere varie strutture ed installare alcuni telescopi, mentre, sei anni dopo la morte di Latham, avvenuta nel 1952, la parte rimanente del parco fu utilizzata come campo agricolo. L'osservatori di Greenwich rimase installato nel castello dal 1957 al 1988.
Il castello fu quindi messo in vendita nel 1989 e nel 1994, il castello divenne la sede del Bader International Study Centre, dipendenza della Queen University.

## Architettura
Il castello, a due piani, è circondato da un ampio fossato, da un parco medievale e da giardini elisabettiani.
Tra le stanze più significative, figurano la sala da ballo, che può ospitare fino a 180 persone, la Dacre Room, che può ospitare fino a 70 persone, e la sala elisabettiana, che può ospitare fino a 30 persone.
|  |